# 코시치우슈코 봉기

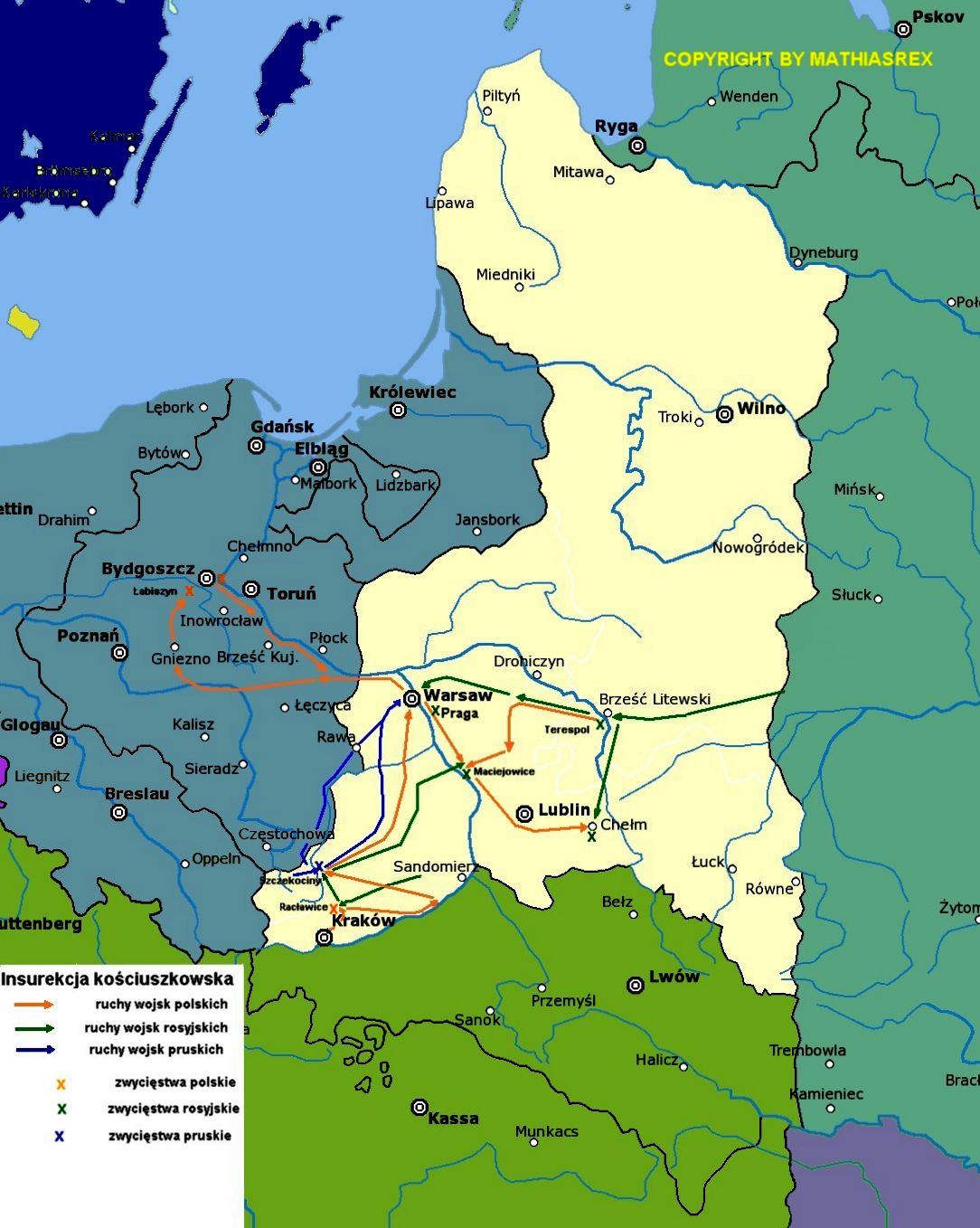
1794년 코시치우슈코 봉기

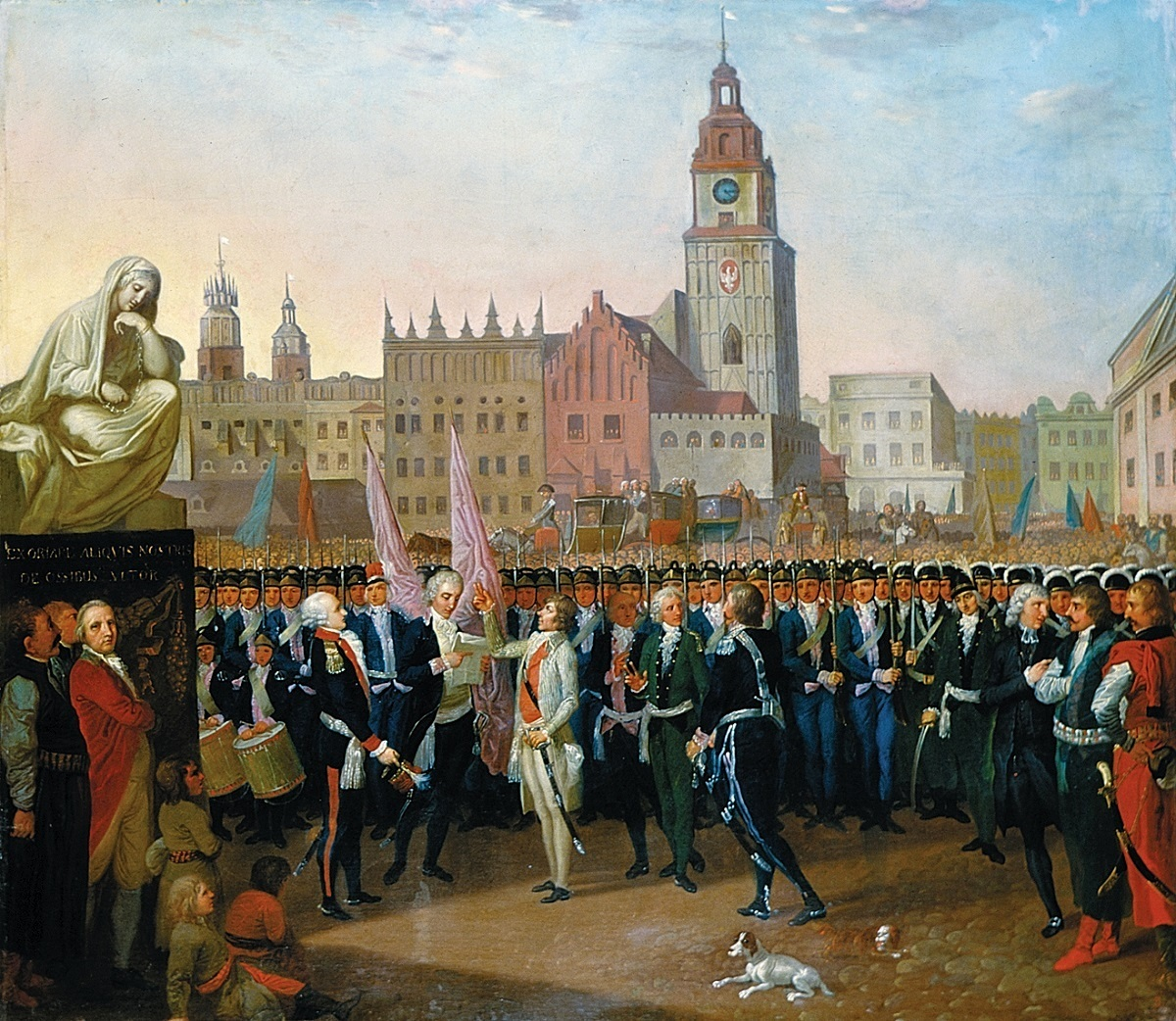
1794년 선언하는 타데우시 코시치우슈코

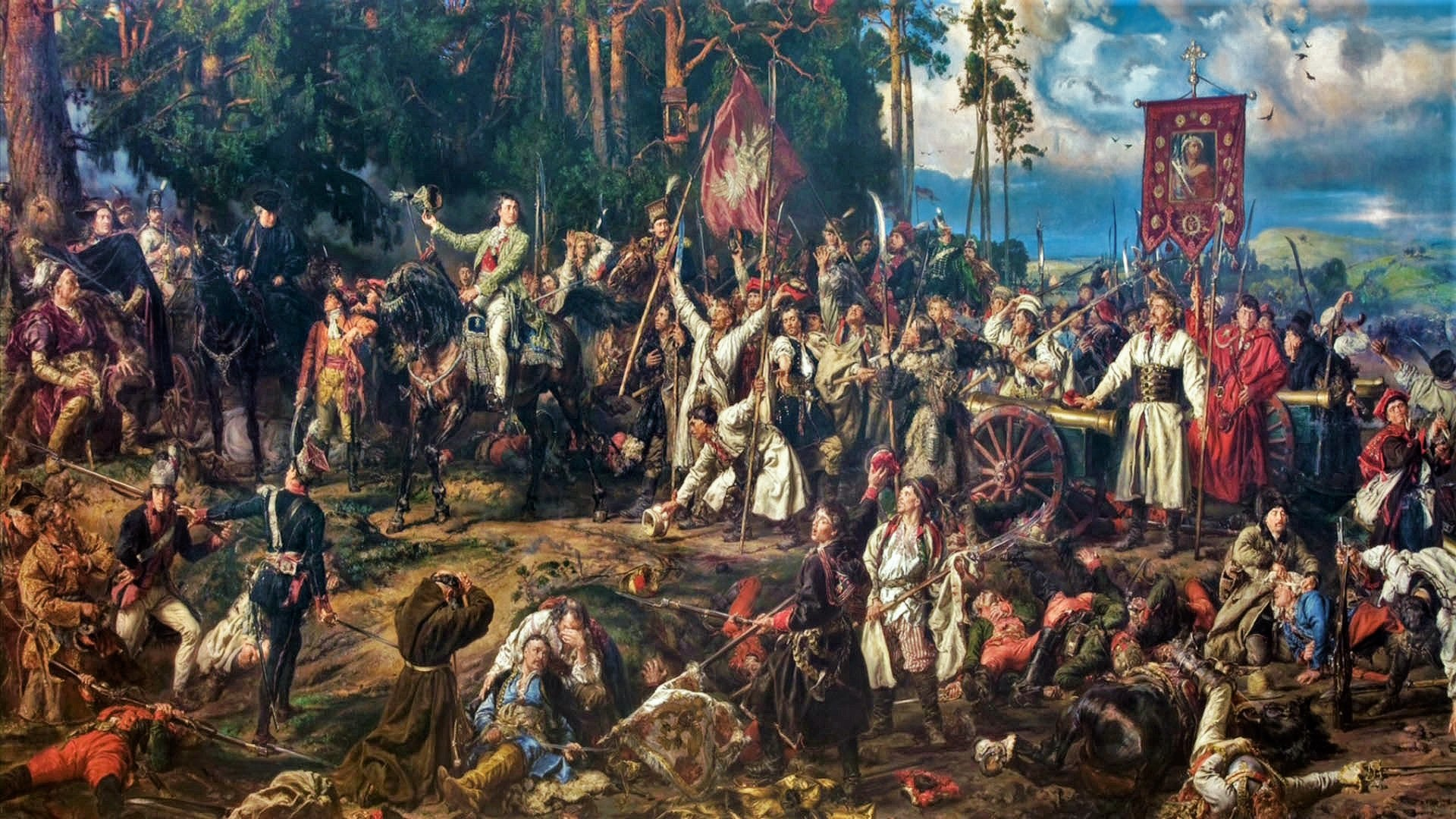
1794년 4월 4일 "라츠와비체 전투", 얀 마테이코, 1888년 오일 캔버스화, 크라쿠프 국립 미술관 소장

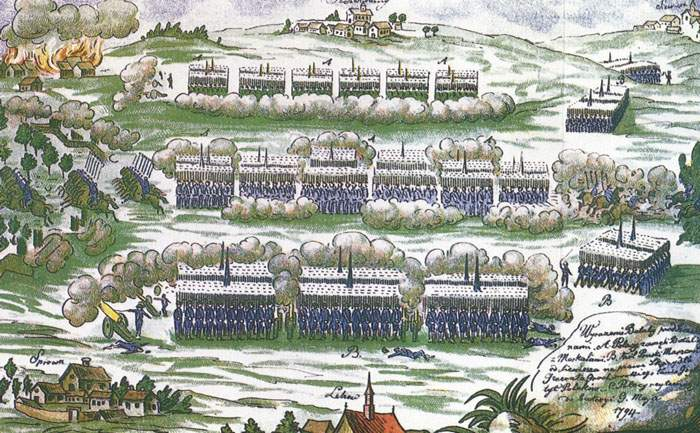
1794년 Battle of Szczekociny

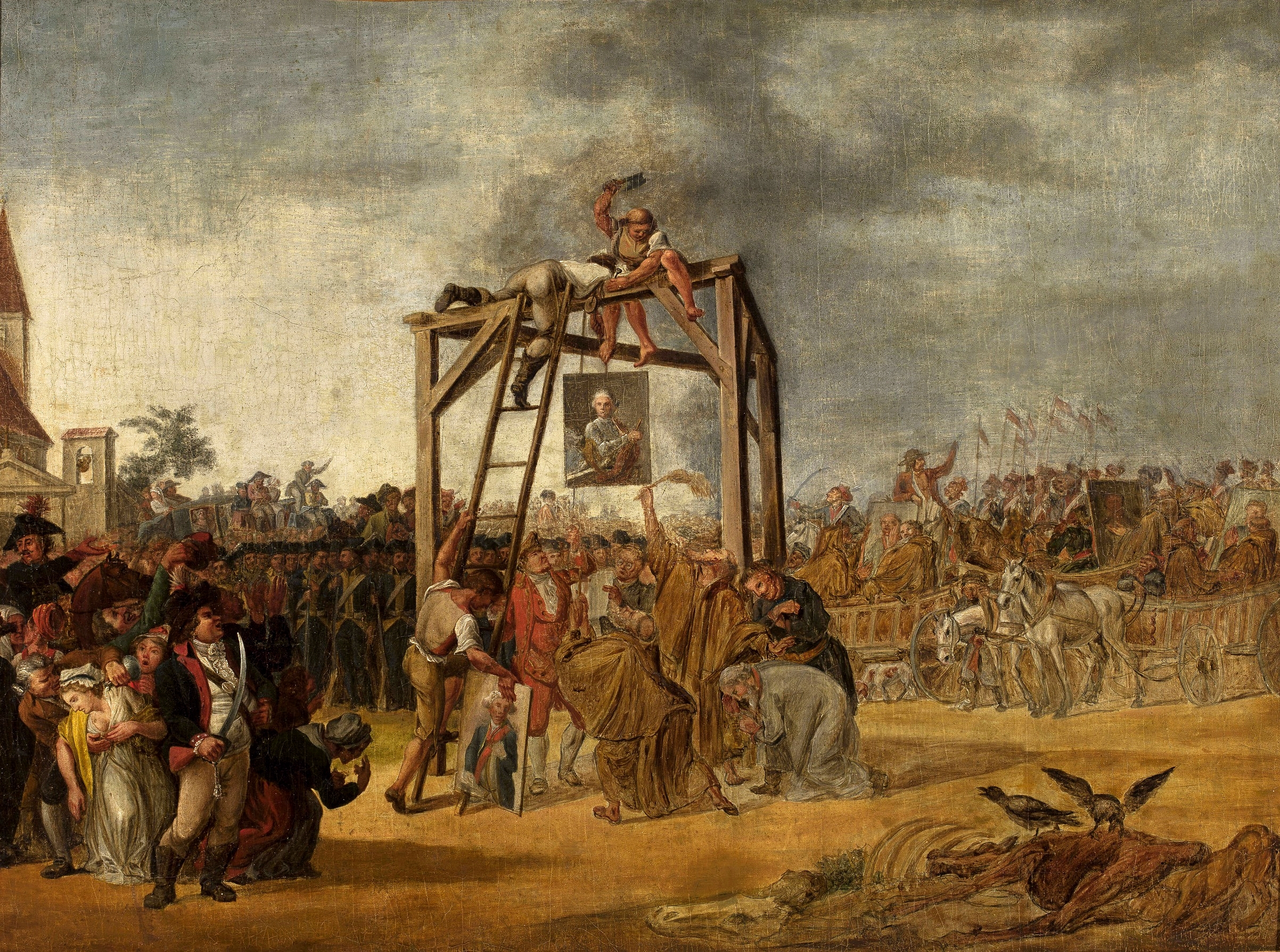
Hanging traitors, painting by Jean Pierre Norblin de la Gourdaine

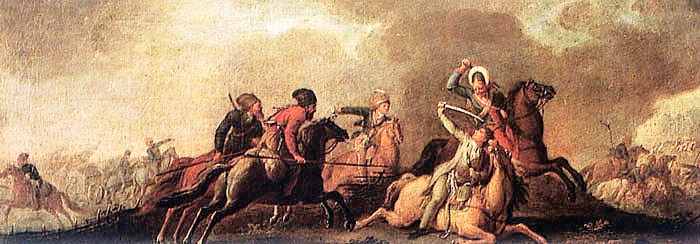
1794년 마치에요비체에서 코시치우슈코, author Jan Bogumił Plersch (코시치우슈코는 부상을 입고 포로로 사로잡혔다)

코시치우슈코 봉기(Kościuszko Uprising)는 폴란드에서 타데우시 코시치우슈코( Tadeusz Kościuszko)가 러시아 제국과 프로이센 왕국을 상대로 일으킨 봉기로 1794년에 벨로루시와 리투아니아에서 일어났다. 이는 제2차 폴란드 분할에 따른 러시아의 간섭과 타르고비차 연맹(Targowica Confederation)에서 폴란드를 해방하기 위해 투쟁했으나 실패했다.

## 배경
제1차 폴란드 분할과 헌법 수호 전쟁(war in the defence of constitution)의 좌절은 5월 헌법을 지지하는 개혁파의 위상을 크게 약화시켰다. 그러나 제2차 폴란드 분할 후, 러시아 제국을 지지하는 당파인 타르고비차 연맹도 현저히 약화되었다. 폴란드 귀족층이 말하는 황금의 자유(golden freedoms)의 수호자로 러시아를 지지하는 세력들은 제2차 폴란드 분할 후 이제 자유 수호의 영웅들이 아니라 매국노로 인식되어 슐라흐타(귀족)와 평민 모두에게 지지를 잃었다.
러시아와 프로이센의 통치에 대한 반항을 억제하기 위해 폴란드 군의 50%를 해산시키고, 남은 잔존 폴란드 병사들을 자신들의 군대에 흡수하기로 합의하였다. 1794년 3월 12일 대 폴란드 국군 제1기병여단(1500 명) 지휘관 안토니 마다린스키( Antoni Madaliński) 장군은 해산명령을 거부하기로 결심하였다. 그는 자신의 부대를 오스트로벤카(Ostrołęka)에서 크라쿠프(Kraków)로 이동시켰다. 이는 온 나라에 반 러시아 봉기를 발생시키는 시초가 되었다. 크라쿠프 주둔 러시아 수비대는 폴란드 군을 격멸시키기 위해 크라쿠프를 떠나라는 지령을 받았다. 이는 크라쿠프를 완전무방비 상태로 방치하는 결과를 가져왔다.

## 봉기
1794년 3월 24일 미국 독립 전쟁 참전 군인 타데우시 코시치우슈코(Tadeusz Kościuszko)는 폴란드인의 총궐기를 호소하는 성명을 발표하고, 전 폴란드 군 총사령관의 직위를 수락하였다. 그는 선서하기를
| “ | 이 힘을 인간의 자유를 억압하는데 쓰지 않을 것이며, 폴란드 국가의 국토의 보전을 도모하고, 나라의 독립을 지켜내고 인류의 자유를 수호하는데 사용할 것임을 선서합니다. | ” |

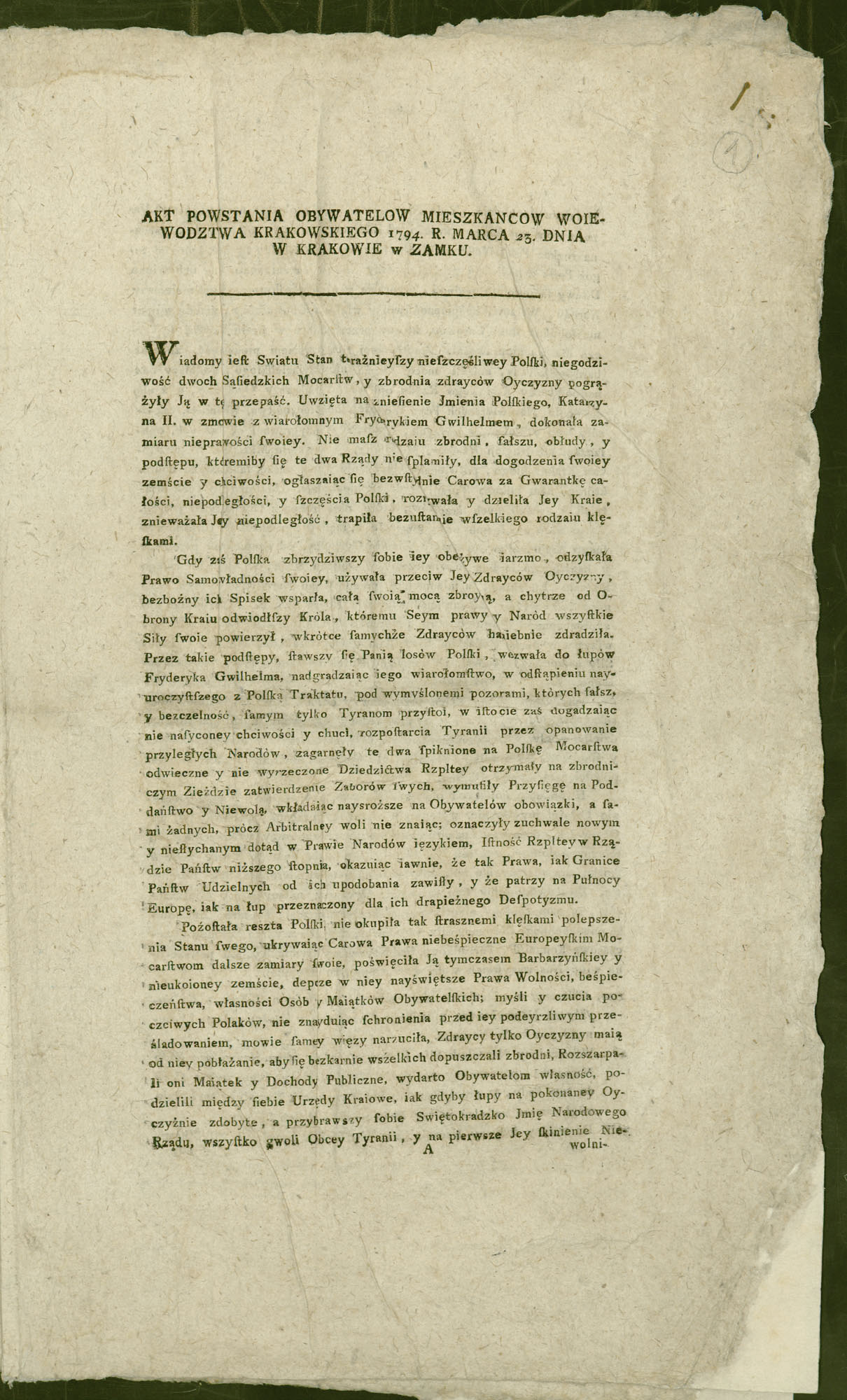
1794년 3월 24일 코시치우슈코 봉기의 법령

폴란드 군을 강화하기 위하여 코시치우슈코는 동원령을 공포하였다. 이는 마워폴스카(Lesser Poland)의 다섯 집이 최소 한 명의 기병총과 파이크 또는 도끼로 무장한 병사를 제공할 것을 호소하는 것이었다. 코시치우슈코의 참모진은 18세에서 40세 사이의 남자들 중 복무가 가능한 자들을 동원한다면 봉기군은 100,000명의 병력을 확보할 수 있으리라 추정하였다. 동원된 병력을 무장시킬 충분한 무기를 확보하기 어렵다는 점은 코시치우슈코로 하여금 부대를 큰 낫(scythes)으로 무장한 큰 규모의 부대로 편성할 수 밖에 없게 만들었다.
아직은 미약한 봉기세력을 분쇄하기 위해 러시아 차르는 표도르 데니소프(Fiodor Denisov) 소장의 군단에게 크라쿠프를 공격할 것을 명하였다. 4월 4일 양군은 라츠와비체(Racławice) 마을 근처에서 마주쳤다. 라츠와비체 전투로 알려진 이 전투에서 코시치우슈코의 군대는 수적으로나 장비면에서 압도적으로 우세한 러시아 군을 상대로 승리를 거두었다. 처절한 전투 후에 러시아 군은 전장에서 퇴각하였다. 그러나 코시치우슈코의 군대는 너무나 미약한 규모여서 소 폴란드에서 러시아 군을 축출하는 본격적인 작전은 개시 할 수 없었다.
이 전투의 전술적 중요성은 거의 인식되지 못하였으나, 승리의 소식은 온 폴란드로 순식간에 퍼져 나갔고 혁명파(독립파)들은 그 세력을 크게 신장할 수 있었다. 루블린(Lublin)과 볼히니아(Volhynia)에 집결하여 러시아 군 편입을 위해 러시아로 출발할 준비를 하고 있던 폴란드군은 코시치우슈코의 군대에 4월 초에 합류하였다.
4월 17일 바르샤바에서 러시아는 봉기를 지지하는 용의자들을 체포하고 미약한 규모의 스타니스와프 모크로노비스키(Stanisław Mokronowski)장군 휘하의 바르샤바의 폴란드군 수비대를 무장해제하기 위해 미오도바(Miodowa) 거리의 무기고(Arsenal)을 점령하였다. 이는 러시아군 바르샤바 수비대에 대한 얀 킬린스키(Jan Kiliński)가 이끄는 봉기를 촉발시켰다. 이때 폴란드 국왕 스타니스와프 아우구스트 포니아토프스키(Stanisław II Augustus)는 우유부단한 모습을 보였다. 러시아의 주 폴란드 대사 이자 사령관 이오시프 이겔스트롬(Iosif Igelström)의 무능함과 그 선택된 봉기일자가 봉기군을 도왔다. 그 날은 성 주간(Holy Week)이라서 러시아 수비군 대부분이 비무장 상태로 성찬(Eucharist)에 참가하기 위해 교회로 갔기 때문이다. 봉기가 시작되면서부터, 폴란드 군대는 시민들의 도움을 받을 수 있었고, 동시 다발적으로 분산된 러시아 부대에게 기습을 가했다. 도시 전역으로 러시아군에 대한 저항이 확산되었다. 이틀간 러시아군과의 치열한 전투가 벌어졌고, 러시아군은 6,000의 수비대 중 2,000-4,000 사이의 손실을 입고 도시밖으로 축출 되었다. 빌뉴스(Vilnius)에서도 4월 22일 야쿠바 야신스키(Jokūbas Jasinskis)가 이끄는 비슷한 봉기가 발생했다. 무장해제된 러시아 병사의 학살을 막기 위해 부활절 기간에는 "범죄보다는 인간애"를 강조했다. 하지만 러시아는 바르샤바 공성전 기간 동안 복수를 위한 토론을 벌였다.
1794년 5월 7일 , 코시치우슈코는 "포우아니에츠 선언"(Proclamation of Połaniec)으로 알려진 법령을 공포하였다. 이는 폴란드에서의 농노제 폐지, 농민에게도 인권을 보장하며, 귀족계층의 착취에서 국가가 농민을 보호한다는 선언 이었다. 비록 새 법은 결코 완전히 시행되지도 못하였고, 대부분의 귀족들이 이 법령을 무시하였지만, 많은 농민들이 이에 고무되어 혁명군-독립군에 가담하였다. 이는 폴란드 역사상 최초로 귀족정을 의미할 뿐이던 국가의 일부로 농민들이 공식적으로 인정받은 것이었다.

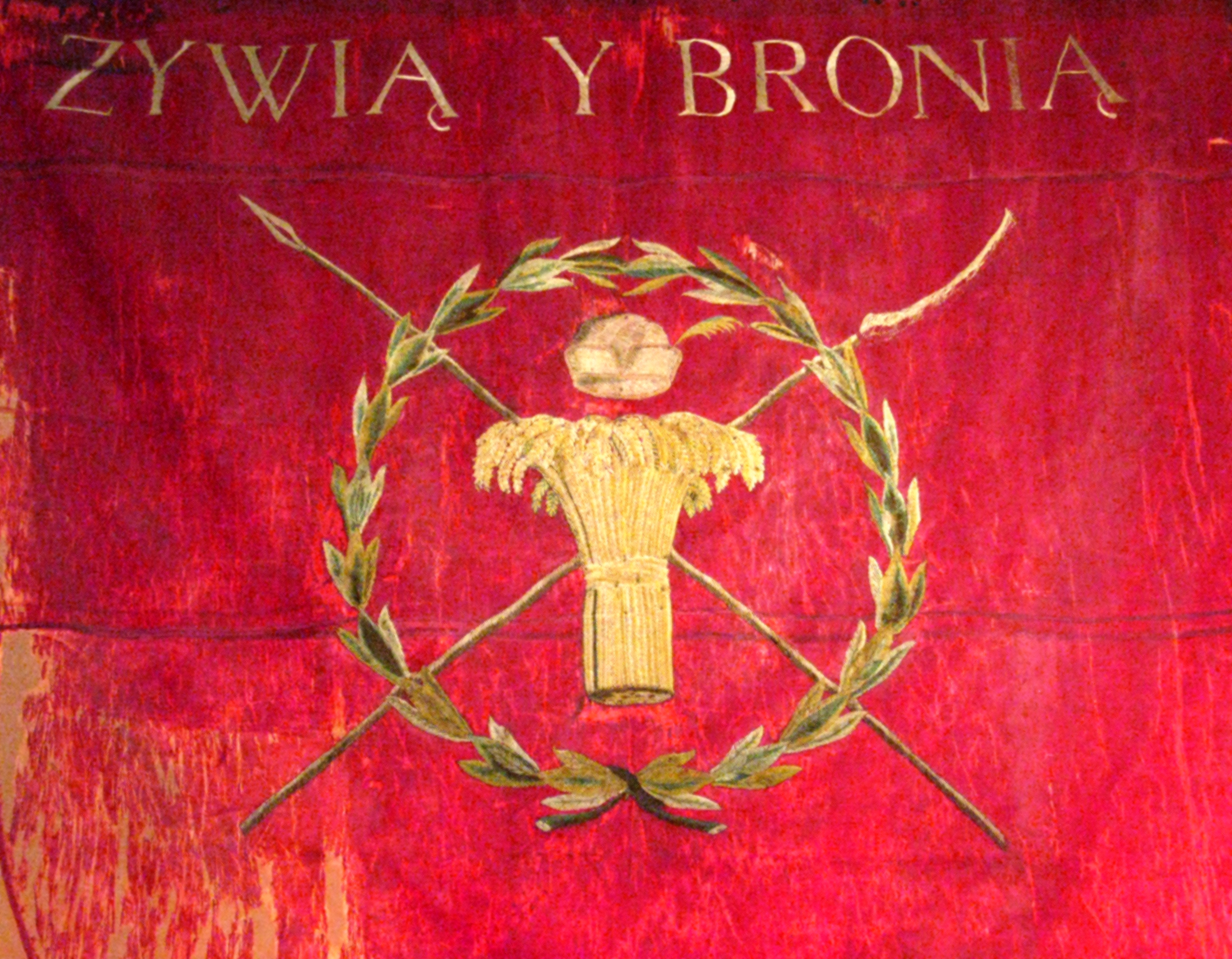
크라쿠프에서 폴란드 병사들의 깃발

개혁과 군의 신속한 증강이라는 계획에도 불구하고, 전략적으로 폴란드군의 상황은 아직 비관적이었다. 5월 10일 프로이센 군이 폴란드로 진격해 러시아 군과 합세하여 북부 폴란드에서 작전을 수행하였다. 코시치우슈코의 부대는 6월 6일 Szczekociny에서 러시아-프로이센 연합군에 패배하였고, 6월 8일 유제프 자제체크(Józef Zajączek) 장군의 부대도 호침 전투(Chełm)에서 패배하였다. 폴란드 군은 바르샤바로 퇴각하여 도시를 방어할 준비를 하였다. 6월 15일 프로이센 군이 아무런 저항을 받지 않고 크라쿠프를 장악하였다. 그러나 러시아군은 바르샤바 근교에서 벌어진 소규모 접전에서 계속 패배하였고, 그 사이 폴란드인들은 바르샤바의 요새화를 끝마칠 수 있었다. 러시아-프로이센 연합군이 7월 22일 바르샤바를 포위했으나, 그 포위는 별로 성공적인 작전은 아니었다. 8월 20일 대 폴란드 지방에서 봉기가 일어나 프로이센은 바르샤바 포위군을 빼내야 했다. 9월 5일 이반 페르젠(Ivan Fersen)의 지휘를 받는 러시아군도 필리카 강(Pilica)으로 퇴각해야 했다.

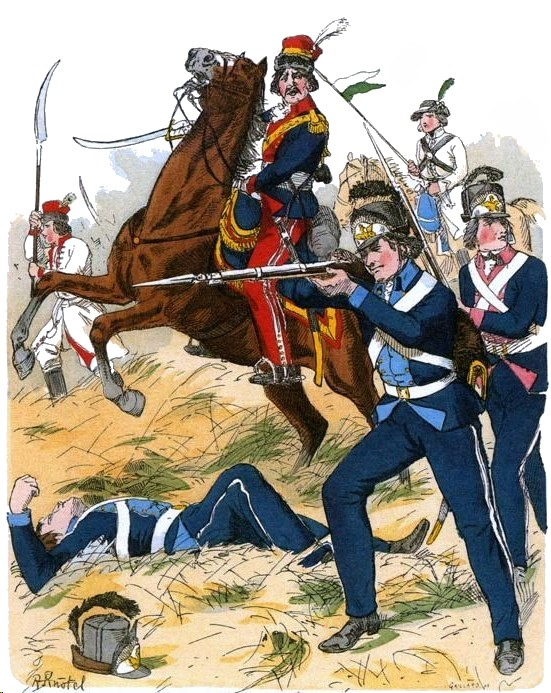
코시치우슈코 봉기에서 폴란드 병사들

비록 리투아니아에서의 봉기는 러시아 군에 진압 당했지만(빌뉴스는 포위되었다가 8월 12일에 함락되는 등), 대 폴란드 지방에서의 봉기는 성공적인 편이었다. 얀 헨리크 동브로프스키(Jan Henryk Dąbrowski) 장군 휘하의 폴란드 군단은 10월 2일 비드고슈치(Bydgoszcz)를 점령한 뒤 거의 저항을 받지 않고 포메른(Pomerania)으로 진입했다. 그의 군대는 뛰어난 기동력을 갖고 있어, 동브로프스키 장군은 포위를 당한 상태에서도 기동성이 떨어지는 프로이센 군을 유린하하면서 폴란드의 프로이센 군의 전선을 위협하여 프로이센이 파견한 대부분의 폴란드 주둔 병력을 본국으로 불러들이게 하였다.
그 사이 러시아는 알렉산드르 수보로프(Aleksandr Suvorov)가 이끄는 새로운 군단을 투입하였다. 수보로프 군은 바르샤바 근처에 있던 이반 페르젠의 군대와 합류하려 하였다. 9월 17일 Krupczyce, 9월 19일 테레스폴(Terespol)의 전투에서 폴란드 군을 무찌른 수보로프 군은 폴란드의 수도로 진군을 개시했다. 두 러시아 군단의 합류를 저지하기 위해 코시치우슈코는 바르샤바에 남아있는 병력을 모두 동원하였고, 10월 10일 마치에요비체(Maciejowice)에서 러시아 군과 격돌하였다. 코시치우슈코의 작전에도 불구하고, 양쪽의 러시아 부대는 서로 만나 일제히 공격을 개시하여 전투에서 승리했다. 코시치우슈코 자신은 이 전투에서 부상을 입은데다가 포로로 러시아군에게 잡혀 상트페테르부르크로 보내지게 되었다.
봉기군의 후임 사령관 토마 바브제치키(Tomasz Wawrzecki)는 커져만 가는 내부 갈등을 수습할 능력이 없었다. 결국 그는 형편없이 약체화 된 소수의 군대만을 지휘할 수 있게 될 뿐 이었다. 정치적인 헤게모니는 유제프 아이크제크가 장악하였는데, 그는 좌파 폴란드 자코뱅파와 우파 귀족 세력 모두와 충돌하게 되었다.
11월 4일 2개의 러시아 군대가 연합해 바르샤바 우안(right-bank) 외곽에 해당하는 프라가에 급습을 가하기 시작했다. 4시간에 걸친 처절한 백병전과 몸부림 끝에 24,000명의 강력한 러시아 군대는 폴란드 군의 방어를 무너뜨리고 약탈품과 함께 옛 시가지를 불태웠다. 도시 전체 구역이 완전히 파괴되었고 대략 20,000명에 달하는 거주자들이 학살되었다. 이 사건을 가리켜 프라가 대량 학살로 알려져 있다. 낙담한 아이크제크는 잔존 군대를 남쪽으로 철수시켰고, 바르샤바는 11월 5일 함락되었다.
11월 16일 Radoszyce 근처에서 바브제치키는 항복했다. 이것으로 봉기는 종료되었다. 폴란드의 힘을 꺾은 다음해 제3차 폴란드 분할이 일어났다. 나중에 국가의 남은 지역은 각각 오스트리아, 러시아와 프로이센에게 각각 합병되었다.

## 같이 보기
- 프라가 전투